# ND Gorica
ND Gorica (pronúncia: Gorítsa) é uma equipe eslovena de futebol fundada em 1947 com sede em Nova Gorica. Disputa a primeira divisão da Eslovênia (Campeonato Esloveno de Futebol). O clube possui em sua trajetória quatro Campeonatos Esloveno. 1995-96, 2003-04, 2004-05, 2005-06 três Copas Eslovena 2000-01, 2001-02, 2013-14 e uma Super Copa Eslovena 1996 sendo uma das equipes mais vitoriosas e tradicionais do futebol Esloveno.
Manda seus jogos no Nova Gorica Sports Park, que tem capacidade para 3.066 espectadores.

## Títulos
PrvaLiga Telekom Slovenije
campeão(4):
1995–96,
2003–04
,
2004–05
,
2005–06

vici campeão(4): 1998–99 , 1999–2000 , 2006–07 , 2008–09
Copa
Pokal Nogometne zveze Slovenije:
campeão (3): 2000–01,2001–02,
2013–14
vice-campeão (1): 2004–05
 Slovenian Supercup:
campeão (1): 1996
vice-campeão (1): 2014
MNZ Nova Gorica Cup
Runners-up (1): 1991–92